# Les Alluets-le-Roi
Les Alluets-le-Roi település Franciaországban, Yvelines megyében. Lakosainak száma 1332 fő (2022. január 1.). Les Alluets-le-Roi Bazemont, Crespières, Ecquevilly, Herbeville, Morainvilliers és Orgeval községekkel határos.

## Népesség
A település népességének változása:
| Lakosok száma | 1229 | 1225 | 1247 | 1201 | 1207 | 1213 | 1215 | 1273 | 1332 |
|               | 2013 | 2015 | 2016 | 2017 | 2018 | 2019 | 2020 | 2021 | 2022 |